# Jeanne de Durazzo
Pour les articles homonymes, voir Jeanne de Naples.
Jeanne de Durazzo, duchesse de Durazzo, comtesse de Beaumont puis d'Eu (1344 - 20 juillet 1387), est la fille aînée de Charles de Durazzo et de Marie de Calabre. Elle succède à son père en 1348 alors qu'elle n'a que quatre ans.
Elle a régné sur le duché de Durazzo de 1348 à 1368. Elle s'est mariée deux fois : d'abord avec Louis de Navarre puis avec Robert IV d'Artois.

## Biographie
Son père est exécuté en 1348 et Jeanne lui succède. Cependant, elle reste à Naples plutôt que de se rendre à Durazzo.
En 1365, âgée de vingt et un ans, Jeanne épouse le comte de Beaumont Louis de Navarre, fils de Jeanne II de Navarre. En 1368, Durazzo est conquise par la dynastie albanaise des Topia, dirigée par le  seigneur de guerre Karl Thopia. Jeanne et son mari ont immédiatement commencé à planifier la reconquête non seulement de Durazzo, mais également de toutes les terres de l'ancien royaume angevin d'Albanie, conquises par la dynastie bulgare des Sratsimir en 1332. Ils réussirent à rallier le soutien du frère de Louis, Charles II le Mauvais, et de Charles V de France dans cette entreprise. En 1372, Louis fit venir une compagnie de mercenaires navarrais, qui avait combattu avec lui en France, pour les aider à reprendre la ville. Leurs rangs se gonflèrent considérablement en 1375 avec de nouvelles recrues venues directement de Navarre. De nombreux documents subsistant nous racontent la nature complexe de la planification et de l'ingénierie militaires qui ont été entreprises pour assurer leur succès. Ce succès fut atteint, puisqu'ils prennent la ville au milieu de l'été 1376. Louis meurt sans descendance peu de temps après. Jeanne ne reprendra jamais le contrôle total de Durazzo et en 1385, la ville retourne entre les mains de Karl Thopia.
Vers 1376, Jeanne se remarie avec Robert IV d'Artois, fils du comte d'Eu. Ce mariage fut également sans enfant. Robert n'a pas été comte d'Eu pendant longtemps, puisqu'il n'a pas été informé de la mort de son père en 1387. Le couple séjournait alors au Castel dell'Ovo à Naples où ils sont tous deux empoisonnés le 20 juillet 1387 sur ordre de la propre sœur de Jeanne, Marguerite, reine régente de Naples.